# Івановка (Поріцький район)
Іва́новка (рос. Ивановка, чув. Ивановка) — присілок у складі Поріцького району Чувашії, Росія. Входить до складу Мішуковського сільського поселення.
Населення — 150 осіб (2010; 195 у 2002).
Національний склад:
- росіяни — 97 %